# Джазовий стандарт
Джазовий стандарт — це джазовий мотив, широко відомий, виконуваний і записуваний різними джазовими музикантами, що складає частину їх репертуару. Чітко визначеного списку джазових стандартів не існує — різні пісні потрапляють до цього переліку, який до того ж є різним для різних стилів джазу, таких як свінг, бібоп або ф'южн.
Багато пісень, що стали джазовими стандартами, початково були написані не джазовими музикантами, проте, часто використовуються, як основа для джазових аранжувань чи імпровізацій. Їх також включають у збірники джазових стандартів (англ. fake books).
Багато джазових стандартів мають довгу історію і засновані на старих мелодіях, іноді джазовим стандартом стає її перегармонізована або змінена версія. Також сучасні джазмени включають широкий ряд мелодій 1950-х і 1960-х років.
Розвиток джазового репертуару створив певний перелік пісень, відомий серед джазменів різних країн і стилів. Цей перелік допомагає музикантам конкретизувати свій репертуар, а також спільно імпровізувати на джем-сейшн. Джазові стандарти завжди виконуються музикантами, що працюють у барах, клубах тощо.

## Список деяких стандартів
Нижче подається список найвідоміших джазових стандартів:

### Стандартидиксиленд-джазу
| - «After You've Gone» - «Ain't Misbehavin'» - «Alexander's Ragtime Band» - «Amazing Grace» - «(At the) Darktown Strutters Ball» - «Baby, Won't You Please Come Home» - «Ballin' the Jack» - «Basin Street Blues» - «Beale Street Blues» - «Big Bear Stomp» - «Bill Bailey (Won't You Please Come Home)» - «Black Bottom Stomp» - «Blue Horizon» - «Blues My Naughty Sweetie Gives To Me» - «Bugle Call Rag» - «Careless Love» - «Chinatown, My Chinatown» - «Copenhagen» | - «Dallas Blues» - «Darktown Shuffle» - «Dead Man Blues» - «Dirty, Dirty, Dirty» - «Doctor Jazz» - «Down by the Riverside» - «Do You Know What It Means to Miss New Orleans» - «High Society» - «Hardhearted Hanna» - «(Back Home Again In) Indiana» - «Just a Closer Walk with Thee» - «Kansas City Stomp» - «King Porter Stomp» - «Maple Leaf Rag» - «Milenberg Joys» - «Muskrat Ramble» - «On the Sunny Side of the Street» - «Original Dixieland One-step» - «Ory's Creole Trombone» | - «Panama» (оригінальна назва «Panama, a Characteristic Novelty») - «Savoy Blues» - «Shreveport Stomps» - «Some of These Days» - «South Rampart Street Parade» - «St. James Infirmary Blues» - «St. Louis Blues» - «Sugar Blues» - «That's A Plenty» - «Tiger Rag» - «Tin Roof Blues» - «'Way Down Yonder in New Orleans» - «Weary Blues» (often known under the alternative title «Shake It and Break It») - «When the Saints Go Marching In» (походження — госпел) - «Wild Man Blues» - «Willie the Weeper» - «Wolverine Blues» |

### Стандартисвінг-джазу
| - «And Her Tears Flowed Like Wine» - «Blue Skies» - «Caravan» - «Crazy Rhythm» - «Heart and Soul» - «Hong Kong Blues» | - «Indian Love Call» - «In the Mood» - «It Don't Mean A Thing (If It Ain't Got That Swing)» - «Long Ago (and Far Away)» - «Minnie the Moocher» - «Moon Over Miami» - "Mack The Knife | - «The Music Goes 'Round and 'Round» - «One Dozen Roses» - «One O'Clock Jump» - «Sing, Sing, Sing» - «Stardust» - «Take the A Train» - «Woodchopper's Ball» |

### Стандарти мейнстрім джазу
| - «All of Me» - «All the Things You Are» - «Alone Together» - «Angel Eyes» - «Autumn Leaves» - «Beautiful Love» - «Body and Soul» - «But Beautiful» - «Days of Wine and Roses» - «Fly Me to the Moon» - «A Foggy Day» - «Four Brothers» - «Groovin' High» - «Have You Met Miss Jones?» | - «I Got Rhythm» - «I Remember Clifford» - «Impressions» - «Inner Urge» - «It Might as Well Be Spring» - «Juju» - «Just Friends» - «Laura (1945 song)» - «Linus and Lucy» - «Love for Sale» - «Misty» - «Misty Blue» - «My Favorite Things» - «My Funny Valentine» - «My Romance» - «Nice Work If You Can Get It» - «Night and Day» | - «St. Louis Blues» - «Satin Doll» - «Softly As In A Morning Sunrise» - «Speak No Evil» - «Stella By Starlight» - «Summertime» - «Take Five» - «That's All» - «There Will Never Be Another You» - «There Is No Greater Love» - «Tenderly» - «Willow Weep for Me» - «Yardbird Suite» - «Yesterdays» - «You Don't Know What Love Is» |

### СтандартиБосанова
| - «Água de Beber» («Drinkig Water») - «Águas de Março» («Waters of March») - «Manhã De Carnaval» з фільму «Чорний Орфей» - «Blue Bossa» | - «Corcovado» («Quiet Nights of Quiet Stars») - «Desafinado» («Slightly Out of Tune») - «Garota de Ipanema» («The Girl from Ipanema») | - «Insensatez» («How Insensitive») - «Meditação» («Meditation») - «Wave» - «Samba de Uma Nota Só» («One Note Samba») |

### Стандартибібоп-джазу
| - «Anthropology» - «Bags' Groove» - «Billie's Bounce» - «Blue Monk» - «Cherokee» - «Con Alma» | - «Donna Lee» - «Doxy» - «A Night in Tunisia» - «Now's The Time» - «Oleo» - «Ornithology» | - «'Round Midnight» - «Salt Peanuts» - «Scrapple From The Apple» - «Thriving From a Riff» - «Hot House» - «Well You Needn't» |

### Стандарти модального і пост-боп джазу
- «Impressions»
- «So What»
- «All Blues»
- «Footprints»
- «Cantaloupe Island»
- «Chameleon»
- «Watermelon Man»
- «Birdland»
- «Red Clay»

### Стандарти латинського іфанк-джазу
- «Little Sunflower»
- «RecordaMe»
- «Song for My Father»
- «The Chicken»
- «Oye Como Va»
- «Watermelon Man»
- «Mr. Magic»